# 魏克礼
魏克礼，（英语：Chris Whittle） (1947年8月23日— )，美国教育家，媒体企业家。20世纪90年代初，魏克礼引领了美国基础教育界最重要的变革 “特许学校运动”（Charter School Movement），被誉为“特许学校之父”。魏克礼是Avenues学校的CEO，2012年，Avenues学校在纽约市开设了第一所校园。 魏克礼早年投身于美国出版和传媒业，担任过《时尚先生》 杂志的出版人，并且建立了Whittle Communication公司。魏克礼还是爱迪生学校的创始人，前耶鲁校长小贝诺·C·施密德特担任了该校主席。

## 生平
魏克礼出生在美国田纳西州埃托瓦市。从田纳西大学毕业后，主修美国研究的魏克礼与菲利普·莫菲特等人一同开办了杂志《一言说尽诺克斯维尔城》（Knoxville in a Nutshell） 。 之后，他在诺克斯维尔创建了“13-30”集团，该集团在1979年收购了《时尚先生》杂志。1986年，“13-30”集团更名为Whittle Communicate，并且成为了20世纪80年代美国前100 强传媒公司。1989年，Whittle Communication 推出了“第一频道”（Channel One），这是一个全国学校电视新闻节目（最初的主播包括肯尼·罗杰斯Jr.、 布莱恩·托奇、米歇尔·鲁伊斯、尼尔·希克斯、凯西·柯南伯格和马克·卡特)。 “第一频道”每天在12000间学校向学生播放新闻 ，听众人数高达八百万，并且获得了皮博迪獎。
2005年，魏克礼出版了《美国公共教育突击课：设想公共教育的美好未来》 一书，书中他强调，学校必须加大对教育研发的投入。
魏克礼是华盛顿教育改革委员会中心的董事成员 。2010年他的母校田纳西大学向他颁发了"校友成就奖"。

## 爱迪生学校
魏克礼是爱迪生学校（原名：Edison School Inc，现已更名为 EdisonLearning Inc）的董事成员。1991年，他与前耶鲁校长 小贝诺·C·施密德特共同创办了爱迪生学校。 爱迪生学校是美国K-12教育领域的先锋。 如今它正为三个大洲的450,000名学生提供教育。 1999年—2003年，爱迪生学校在纳斯达克上市。

## 个人生活
魏克礼的妻子是摄影师 Priscilla Rattazzi。 他们有两个女儿，安德拉和萨沙。